# Ciencia computacional e ingeniería
Ciencias de la Computación e Ingeniería (CSE por sus siglas en inglés) es una disciplina que se enfoca en el diseño, la implementación y la aplicación de sistemas informáticos, desde el nivel más bajo de hardware hasta el más alto nivel de software. Está compuesto por los aspectos científicos y de ingeniería de la computación. Se ofrece tanto en Pregrado como en Posgrado con especializaciones.

## Cursos académicos
Los programas académicos varían entre universidades, pero por lo general incluyen una variedad de temas de informática, ingeniería informática e ingeniería eléctrica . Los cursos de pregrado generalmente incluyen programación, algoritmos y estructuras de datos, arquitectura de computadoras, sistemas operativos, redes de computadoras, computación paralela, sistemas integrados, diseño de algoritmos, análisis de circuitos y electrónica; lógica digital y diseño de procesadores; gráficos por computadora, computación científica, ingeniería de software, sistemas de bases de datos, procesamiento digital de señales, virtualización, redes y seguridad informática; simulaciones por computadora y programación de videojuegos. Los programas de CSE también incluyen materias básicas de informática teórica como teoría de la computación, métodos numéricos, aprendizaje de máquinas, teoría de la programación y paradigmas . Los programas académicos modernos también cubren campos informáticos emergentes como procesamiento de imágenes, ciencia de datos, robótica, computación bioinspirada, biología computacional, computación autónoma e inteligencia artificial . La mayoría de los programas de CSE requieren conocimientos matemáticos introductorios, por lo que el primer año se enseña una gran cantidad de cursos matemáticos, principalmente matemáticas discretas, análisis matemático, álgebra lineal, probabilidad y estadística; así como los conceptos básicos de ingeniería eléctrica y electrónica; física y electromagnetismo.

## Ejemplos de universidades con carreras y departamentos de CSE
- Universidad Internacional Americana-Bangladesh[5]
- Universidad Americana de Beirut[6]
- Amrita Vishwa Vidyapeetham[7][8]
- Universidad de Ingeniería y Tecnología de Bangladesh[9]
- Universidad BRAC[10]
- Universidad de Brainware[11]
- Universidad Bucknell[12]
- Universidad Tecnológica de Delft[13]
- Universidad Verde de Bangladesh[14]
- Instituto Indio de Tecnología de Kanpur[15]
- Instituto Indio de Tecnología de Bombay[16]
- Instituto Indio de Tecnología de Delhi[17]
- Instituto Indio de Tecnología de Madrás[18]
- Universidad de Lund[19]
- Instituto de Tecnología de Massachusetts[20]
- Universidad Norte Sur[21]
- Universidad Estatal de Ohio[22]
- Universidad de Santa Clara[23]
- Universidad Nacional de Seúl[24]
- Universidad de California en Davis[25]
- Universidad de California en Irvine[26]
- Universidad de California en Los Ángeles[27]
- UC Merced[28]
- Universidad de California San Diego[29]
- UC Santa Cruz[30]
- Universidad de la Florida[31]
- Universidad de Iowa[32]
- Universidad de Míchigan[33]
- Universidad de Nueva Gales del Sur[34]
- Universidad de Nevada[35]
- Universidad de Notre Dame[36]
- Universidad de Ulm
- Universidad de Washington[37]
- Universidad Shahid Beheshti[38]